# Konrad-Adenauer-Stiftung
Die Konrad-Adenauer-Stiftung e. V. (KAS) ist eine deutsche parteinahe Stiftung in der Rechtsform eines Vereins, die ideell der Christlich Demokratischen Union nahesteht. Im internationalen Vergleich gilt die Konrad-Adenauer-Stiftung als ein führender Think-Tank (Denkfabrik) Deutschlands und als einer der einflussreichsten Think-Tanks der Welt.
Seit 1. Januar 2018 hat der ehemalige Bundestagspräsident Norbert Lammert den Vorsitz inne, Generalsekretär ist seit dem 1. Juli 2025 der frühere nordrhein-westfälische Staatssekretär Mark Speich.

## Entstehung und Auftrag

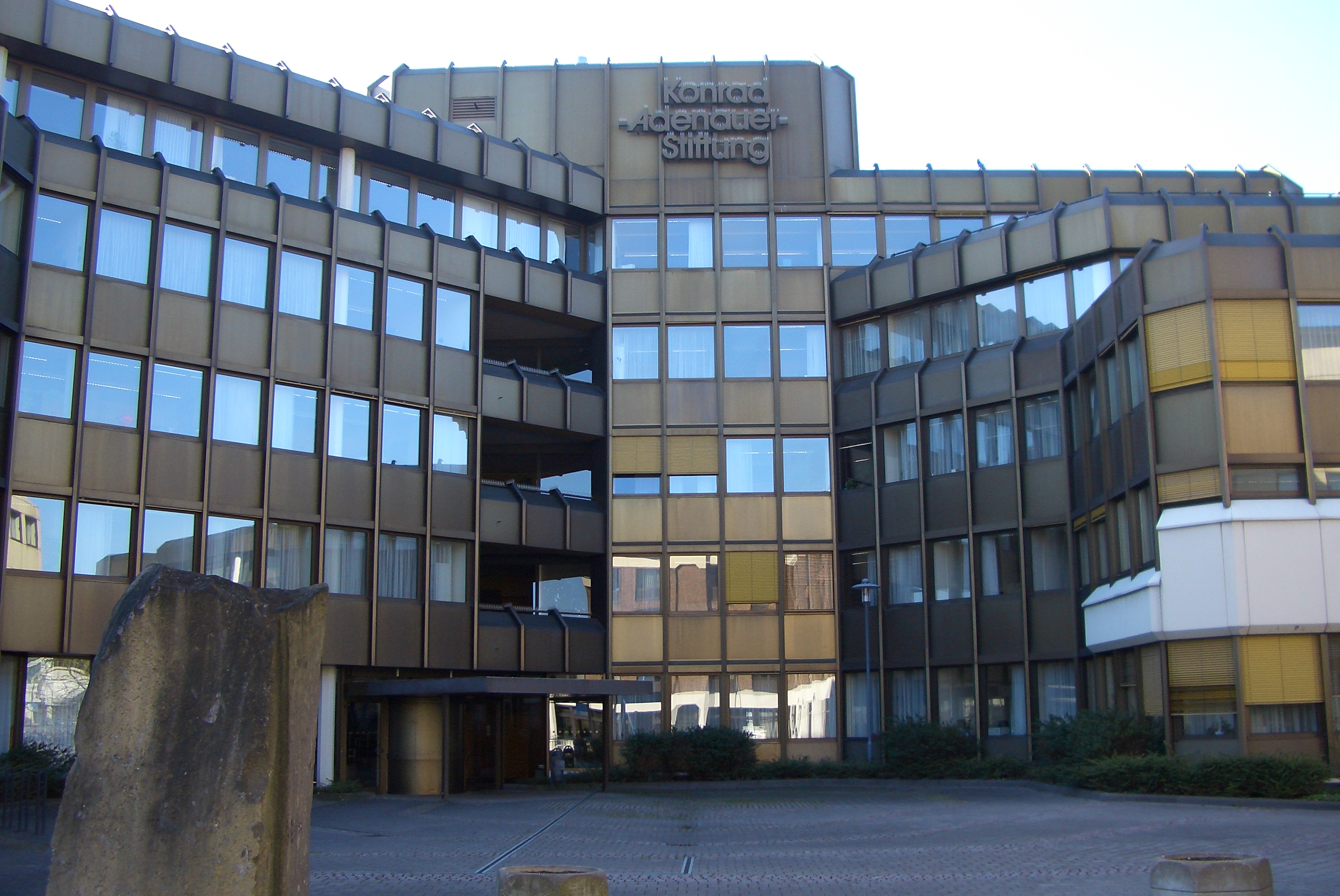
Vereinssitz in Sankt Augustin

Bereits 1952 gab es erste Vorüberlegungen von CDU-Politikern für eine systematische staatsbürgerliche Bildungsarbeit. Die darauf folgenden Jahre wurde im CDU-Bundesvorstand unter Beteiligung von Bundeskanzler Konrad Adenauer über die Errichtung einer Ausbildungs- und Schulungsstätte zur Förderung des politischen Nachwuchses diskutiert.
Die 1955 unter Bruno Heck auf Schloss Eichholz in der Gemeinde Hersel, heute Wesseling-Urfeld, gegründete Gesellschaft für christlich-demokratische Bildungsarbeit trägt seit 1964 den Namen des ersten Bundeskanzlers der Bundesrepublik Deutschland, Konrad Adenauer.
National und international setzt sich die Konrad-Adenauer-Stiftung für politische Bildung sowie die Förderung der europäischen Einigung ein, unterstützt Kunst und Kultur, fördert begabte junge Menschen mit Stipendien und dokumentiert und erforscht die geschichtliche Entwicklung der christlich-demokratischen Bewegung. Wie alle parteinahen Stiftungen versucht sie, als Denkfabrik für ihre Partei meinungsbildend auf die Gesellschaft einzuwirken.

## Vorsitzende
- 1955–1958: Bruno Heck
- 1958–1964: Arnold Bergstraesser
- 1964–1968: Alfred Müller-Armack und Franz Thedieck (gleichberechtigt)
- 1968–1989: Bruno Heck
- 1989–1993: Bernhard Vogel[Anmerkung 1]
- 1995–2001: Günter Rinsche
- 2001–2009: Bernhard Vogel
- 2010–2017: Hans-Gert Pöttering[7]
- seit 2018: Norbert Lammert[8]

## Gremien

### Vorstand
Der Vorstand wird für zwei Jahre von den Mitgliedern gewählt, wobei lediglich die Hälfte der Vorstandsmitglieder Vereinsmitglieder sein müssen. Er besteht aus dem Vorsitzenden Norbert Lammert, den drei stellvertretenden Vorsitzenden Verena Blechinger-Talcott, Hermann Gröhe und Tamara Zieschang, dem Schatzmeister Christoph Brand, dem Ehrenvorsitzenden Bernhard Vogel und 16 weiteren Mitgliedern, von denen drei vom Vorstand kooptiert werden. Hinzu kommen sechs ständige Gäste. Der Generalsekretär (seit 2025 Mark Speich) wird für vier Jahre gewählt und ist satzungsgemäß Mitglied des Vorstandes.

### Mitgliederversammlung
Der Verein hat laut Satzung maximal 55 Mitglieder, die von der Mitgliederversammlung für drei Jahre gewählt werden, wobei eine Wiederwahl möglich ist. Bekannte Mitglieder sind der Bundeskanzler Friedrich Merz, amtierende Ministerpräsidenten sowie mehrere Bundes- und Landesminister.

### Kuratorium
Das Kuratorium der Stiftung besteht seit 1999 und soll als Expertengremium die Arbeit der Stiftung begleiten und unterstützen. Erster Kuratoriumsvorsitzender war (bis 2015) der frühere Bundespräsident Roman Herzog. Den Vorsitz des 30-köpfigen Gremiums hat aktuell der ehemalige österreichische Bundeskanzler Wolfgang Schüssel, weitere Mitglieder sind unter anderem Jean-Claude Juncker, Paul Kirchhof, Charlotte Knobloch, Armin Nassehi und Christian Wulff.

## Einrichtungen

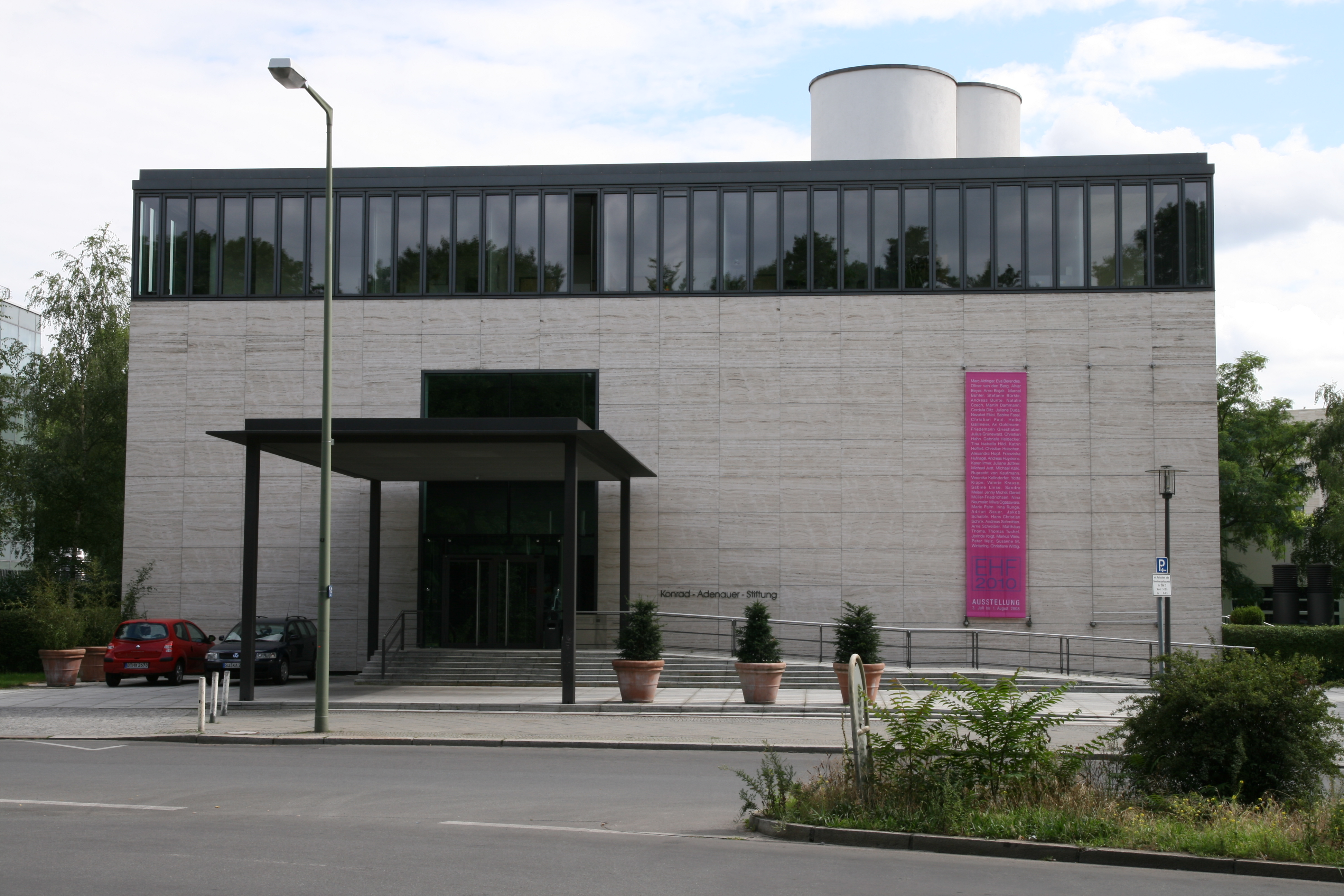
Die Akademie in Berlin

Der Sitz der Stiftung befindet sich in Berlin, wo sie seit 1998 auch die Akademie als zentrales Veranstaltungshaus unterhält. Im Bereich der politischen Bildung gibt es deutschlandweit 18 politische Bildungsforen und Regionalbüros. Die Villa La Collina, Adenauers langjähriges Urlaubsdomizil in Cadenabbia am Comer See, dient heute, seit 1990 ergänzt um die neuerrichtete Accademia Konrad Adenauer, als internationale Tagungsstätte. Die beiden Bildungsstätten Schloss Eichholz und Schloss Wendgräben wurden 2013 verkauft und 2014 geschlossen.
Im ehemaligen Hauptsitz in Sankt Augustin in der Nähe der ehemaligen Bundeshauptstadt Bonn, wo sich bis 1990 neben anderen Instituten der Stiftung das Sozialwissenschaftliche Forschungsinstitut befand, befindet sich das Archiv für Christlich-Demokratische Politik, das die Geschichte der christlichen Demokratie in Deutschland und Europa erschließt und erforscht. Hierzu gehören 17.500 laufende Meter Schriftgutbestände, moderne Medien und eine Spezialbibliothek mit rund 157.000 Titeln.
Zum Angebot der Stiftung gehört als Teil der Begabtenförderung die Studienförderung, Promotionsförderung, Ausländerförderung und die Unterhaltung einer Journalisten-Akademie.

## Finanzierung
| Einnahmen der Konrad Adenauer Stiftung (EUR) | 2022           | 2021           | 2020           | 2019           | 2018           | 2017           |
| -------------------------------------------- | -------------- | -------------- | -------------- | -------------- | -------------- | -------------- |
| Zuwendungen des Bundes                       | 215.540.173,97 | 214.035.932,68 | 186.398.556,11 | 199.824.934,65 | 188.129.739,32 | 164.916.988,02 |
| Zuwendungen der Länder und Kommunen          | 3.434.614,35   | 3.417.465,08   | 3.300.229,16   | 3.215.239,23   | 3.109.489,40   | 3.004.599,25   |
| Sonstige Zuwendungen                         | 5.116.457,33   | 5.292.229,11   | 4.908.846,78   | 6.073.723,97   | 4.933.472,61   | 4.552.791,66   |
| Erträge aus Fonds                            | 220.816,40     | 234.269,83     | 329.262,93     | 210.746,94     | 167.378,21     | 268.792,35     |
| Spenden                                      | 270.300,24     | 154.684,70     | 784.616,05     | 760.652,20     | 743.623,70     | 768.142,46     |
| Teilnehmergebühren                           | 1.125.589,35   | 413.709,55     | 354.396,32     | 1.737.748,73   | 1.828.380,54   | 1.902.979,04   |
| Andere Einnahmen                             | 1.041.041,02   | 978.764,53     | 874.682,31     | 1.245.162,78   | 1.382.800,18   | 1.468.378,60   |
| Gesamt                                       | 226.748.992,66 | 224.527.055,48 | 196.950.589,66 | 213.068.208,50 | 200.294.883,96 | 176.882.671,38 |

Finanziert wird die politische Stiftung zum überwiegenden Teil direkt aus öffentlichen Mitteln (99 %, davon 78 % projektbezogen), außerdem durch Zuwendungen (0,2 %) und Teilnehmerbeiträge (0,8 %, Zahlen jeweils für 2017). Schatzmeister ist Christoph Brand. Als gemeinnütziger Verein kann die Stiftung Zuwendungen (Spenden sowie Erbschaften und Vermächtnisse) in steuerbegünstigter Form annehmen. Auf diese Weise entstand etwa der Else-Heiliger-Fonds der Konrad-Adenauer-Stiftung: die Apothekerswitwe Else Heiliger (1902–1993) setzte die Stiftung 1983 als ihre Alleinerbin ein und machte dabei die Auflage, mit dem Erbe bedürftige deutsche Künstler zu fördern. Seither werden jährlich mehrere Künstlerstipendien vergeben. Das Kapital des Fonds war 2009 zwar aufgebraucht, wurde seither aber durch weitere Aktionen und Förderer aufgestockt.

## Publikationen

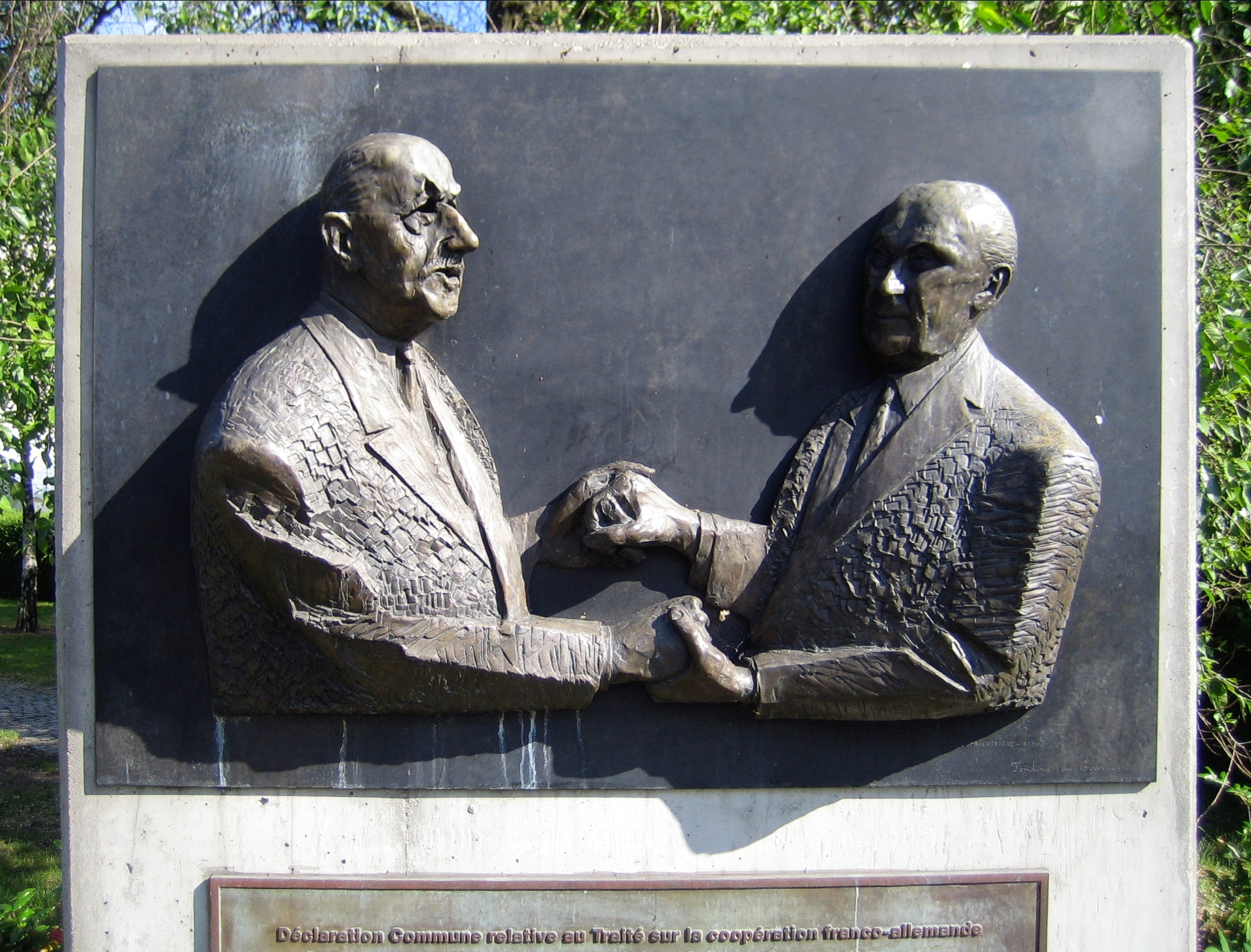
Denkmal für de Gaulle und Adenauer auf dem Gelände der Akademie in Berlin, Teilansicht

Die Stiftung veröffentlicht eine Vielzahl von Publikationen:
- Die Politische Meinung (gegr. 1956) ist die Monatszeitschrift des Vereins, in der ein breites Spektrum politischer, gesellschaftlicher und kultureller Themen abgedeckt wird.
- KAS-Auslandsinformationen (KAS-AI), die seit 1987 monatlich erscheinen und sich mit internationalen politischen Fragen befassen.
- Analysen und Argumente, eine Reihe, die in knapper Form über Positionen der Stiftung zu aktuellen Themen informiert. Die Hefte stellen zentrale Ergebnisse und Empfehlungen vor, bieten Kurzanalysen, erläutern die weiteren Pläne der Stiftung und nennen deren Ansprechpartner.
- Im Gespräch. Kulturpolitische Umschau, Zeitschrift mit Berichten aus Bundestag und Bundesländern, Gastbeiträgen, Rezensionen und Presseauswertungen zur aktuellen Kulturpolitik (letztmals 2008 als Online-Zeitschrift erschienen).[23]

Daneben wirkt die Stiftung durch einen Newsletter, Veröffentlichungen im Herder Verlag und die Broschürenreihen Arbeitspapiere, Zukunftsforum Politik, Historisch-Politische Mitteilungen, Materialien für die Arbeit vor Ort (für die Kommunalpolitik) sowie die obengenannten Veröffentlichungen zum Auslandsengagement (Publikationsreihen oben).

## Preise
- Villa-La-Collina-Stipendium
- Bruno-Heck-Wissenschaftspreis der Altstipendiaten (bis 2016)
- Bernhard-Vogel-Bildungspreis der Altstipendiaten (seit 2013)[24]
- Der Deutsche Lokaljournalistenpreis würdigt seit 1980 die herausragende Bedeutung und die Leistungen der Lokalredakteure, die den größten Anteil in den Redaktionen der deutschen Tageszeitungen stellen.[25]
- Seit 1993 werden mit dem von Bernhard Vogel ins Leben gerufenen Literaturpreis der Konrad-Adenauer-Stiftung jährlich Autoren geehrt, „die der Freiheit ihr Wort geben“.
- Mit dem Preis Soziale Marktwirtschaft ehrt die Konrad-Adenauer-Stiftung seit 2002 Persönlichkeiten, die sich für Erhalt und Weiterentwicklung der Sozialen Marktwirtschaft in herausragender Weise eingesetzt haben.[26]
- denkt@g-Jugendwettbewerb (seit 2001), bundesweiter Internet-Wettbewerb für Jugendliche zwischen 16 und 22 Jahren zur Befassung mit dem Holocaust und zur Auseinandersetzung mit Antisemitismus und Rechtsextremismus[27]

## Projekte und Initiativen (Auswahl)

### KAS-Fellowship
Das Fellowship der Konrad-Adenauer-Stiftung verfolgt als stiftungsübergreifende Initiative das Ziel, jährlich eine Persönlichkeit mit ihrem Blick von außen in die Arbeit der Stiftung einzubinden. Die Auswahl der Experten für das Fellowship ist dabei interdisziplinär motiviert und soll die Aufgaben und Inhalte der Stiftungsprojekte durch zukunftsorientierte, aber auch durch mahnende Stimmen der Gesellschaft beeinflussen. Selbstkritische Reflexion ist unerlässlich, um der Kernaufgabe, der politischen Bildung, gerecht zu werden. Den gesellschaftlichen Wandel als Element der eigenen Entwicklung aufzugreifen, ist dabei Auftrag und Herausforderung des KAS-Fellowships zugleich.
Erster KAS-Fellow war der Soziologe Armin Nassehi (KAS-Fellow 2021), es folgten der Diplomat und Sicherheitsexperte Christoph Heusgen (KAS-Fellow 2022), die Meeresforscherin Antje Boetius (KAS-Fellow 2023) und der Digital- und Technologieexperte Lars Zimmermann (KAS-Fellow 2024). Aktueller KAS-Fellow (seit Januar 2025) ist der Präsident des RWI - Leibniz-Institut für Wirtschaftsforschung in Essen und frühere Vorsitzende der Wirtschaftsweisen, Christoph M. Schmidt.

### Manfred-Wörner-Memorial-Lecture
Die Stiftung organisierte zu Ehren des ehemaligen NATO-Generalsekretärs und früheren Bundesverteidigungsministers Manfred Wörner (CDU) über mehrere Jahre die Manfred-Wörner-Memorial-Lecture in Berlin, die von Persönlichkeiten wie Javier Solana (1999), George Robertson (2001) und Jaap de Hoop Scheffer (2004), allesamt Nachfolger im Amt, und R. Nicholas Burns (2002) gehalten wurde.

## Auslandsengagement

### Allgemeine Informationen
Im Ausland unterhält die Stiftung 111 Büros (Stand Mai 2023) und fördert in mehr als 100 Projekten der Hilfe zur Selbsthilfe in 120 Ländern auch politisch nahestehende Parteien und Organisationen. Bei den Partnerparteien handelt es sich um christdemokratische oder rechtsliberale Parteien wie die polnische Platforma Obywatelska oder die chilenische Partido Demócrata Cristiano de Chile.

#### Publikationsreihen
(siehe auch Publikationen unten)
Die Hauptabteilung Europäische und Internationale Zusammenarbeit der Stiftung gibt verschiedene Publikationsreihen heraus:
- Auslandsinformationen (KAS-AI),[30] eine Zeitschrift für internationale Fragen, Außenpolitik und Entwicklungszusammenarbeit, durch die im Zusammenhang mit der Auslandsarbeit des Vereins gesammelte Informationen der Öffentlichkeit zugänglich gemacht werden.
- KAS International[31]
- Länderberichte[32]

Mit fünf regionalen Rechtsstaatsprogrammen („Südosteuropa“, „Lateinamerika“, „Asien“, „Subsahara-Afrika“ und „Naher Osten/Nordafrika“) unterstützt die KAS die Entwicklung des jeweiligen Verfassungsrechtes, Menschenrechtsschutzes, Integrationsrechtes und Verfahrensrechtes mit dem Ziel einer Demokratisierung.
Ein weiterer Schwerpunkt sind die Medienprogramme mit dem Ziel einer Förderung der freien, verantwortungsvollen und ethischen Berichterstattung.

### Besonderheiten einzelner Auslandsbüros

#### Venezuela
Das Auslandsengagement der Stiftung begann 1962 mit ersten Kontakten in Venezuela. Die Primero Justicia ist Partnerpartei der KAS in Venezuela.
Bulgarien
1996 verhalf die Stiftung zur Konsolidierung in der Koalition Vereinte Demokratischen Kräfte (ODS) der demokratischen Kräfte Bulgariens, die im Folgejahr unter der Führung der Union der Demokratischen Kräfte die Regierung übernehmen konnten.

#### Naher Osten
In Konfliktregionen wie dem Nahen Osten versucht die Stiftung, beide Seiten in ihrer friedlichen Entwicklung zu unterstützen und dadurch bei der Überwindung des Konfliktes positive Impulse zu setzen; im Nahostkonflikt fördert die Stiftung deshalb beispielsweise Projekte in Palästina und Israel durch Förderung israelisch-palästinensischer Lehrerseminare zur friedensfördernden Curriculumsentwicklung.

#### Ukraine
Die Stiftung arbeitet in der Ukraine mit Ukrainische demokratische Allianz für Reformen, der Partei von Vitali Klitschko und der Vaterlandspartei Arsenij Jazenjuks zusammen.

#### Ecuador
Am 1. September 2014 schloss die Stiftung nach über 50 Jahren Präsenz ihr Büro in Ecuador. Der Büroleiter Winfried Weck begründete die Entscheidung damit, dass die Regierung von Präsident Rafael Correa „die politische Arbeit von Stiftungen und Nichtregierungsorganisationen“ zunehmend kontrolliere und Einfluss auf sie nehme.

### Durchsuchungen von Stiftungsbüros

#### Ägypten
Das Büro in Ägypten wurde im Dezember 2011 wie die Büros von 16 weiteren Nichtregierungsorganisationen (NGOs) wegen des Verdachts illegaler „Finanzierung aus dem Ausland“ durchsucht. Im Februar 2012 wurde von der ägyptischen Regierung der Vorwurf erhoben, dass mehrere NGOs an einer „ausländischen Verschwörung“ gegen Ägypten beteiligt seien. In der Folge wurde für den Repräsentanten der Stiftung in Ägypten Andreas Jacobs und eine deutsche Mitarbeiterin Reiseverbot erteilt. Im Sommer 2013 verurteilte ein Gericht in Kairo zwei Mitarbeiter der Stiftung sowie weitere 41 Mitarbeiter anderer NGOs in Abwesenheit zu mehreren Haftjahren. Andreas Jacobs wurde zu fünf Jahren Freiheitsstrafe verurteilt, eine weitere Mitarbeiterin zu zwei Jahren. Laut Gerichtsurteil soll die Stiftung ausländische Gelder illegal in Ägypten verwendet haben, auch um Unruhen im Land zu schüren. Das Urteil wurde in der westlichen Gesellschaft stark kritisiert.

#### Russland
Am 26. März 2013 beschlagnahmten Beamte der russischen Staatsanwaltschaft im Büro der Stiftung in Sankt Petersburg vorübergehend mehrere Computer. Nach zwei Tagen wurde das eingeleitete Verfahren eingestellt. Der russische Präsident Wladimir Putin verteidigte das Vorgehen gegen zum Teil scharfe Kritik, u. a. von Bundeskanzlerin Angela Merkel und dem Vorsitzenden der Stiftung, Hans-Gert Pöttering.
Ende Februar 2022 wurden die Büros der Stiftung in Russland geschlossen. Anfang August 2024 erklärte die Moskauer Generalstaatsanwaltschaft die Konrad-Adenauer-Stiftung zur in Russland „Unerwünschten ausländischen Organisation“, was einem Verbot gleichkommt.

## Kooperationen mit anderen Stiftungen und Organisationen
In Bayern ist an Stelle der Konrad-Adenauer-Stiftung die Hanns-Seidel-Stiftung (CSU) aktiv, in Schleswig-Holstein die Hermann Ehlers Stiftung. Die Stiftung arbeitet nicht nur mit diesen unionsnahen Stiftungen zusammen. So veröffentlichte sie z. B. in Zusammenhang mit der Bertelsmann Stiftung, der Stiftung Marktwirtschaft und der Friedrich-Naumann-Stiftung für die Freiheit im Rahmen der Schriftenreihe Forum Föderalismus 2004 eine Studie unter dem Titel „Bildungspolitik im föderativen System und internationaler Einfluss“, in der sie sich in der Debatte um Bildungspolitik und Reformen positionierte und Einflussmöglichkeiten erörterte. Außerdem erarbeitete man 1989 gemeinsam mit der Friedrich-Ebert-Stiftung, Friedrich-Naumann-Stiftung für die Freiheit, Hanns-Seidel-Stiftung und der Heinrich-Böll-Stiftung eine „Gemeinsame Erklärung“ über das Selbstverständnis und die Finanzierung von politischen Stiftungen in Deutschland. Die KAS ist Mitglied im Netzwerk Europäische Bewegung. Sie kooperiert im Verbund des neoliberalen Stockholm Network auch mit anderen Stiftungen und Denkfabriken bei der länderübergreifenden Meinungsbildung in der Europapolitik.
Zusammen mit dem Anne-Frank-Fonds unterstützt die Stiftung die seit dem Jahr 2000 jährlich von der Stadt Bergen ausgerichteten „Anne-Frank-Friedenstage“. Dort werden jedes Jahr Jugendliche aus mehreren europäischen Städten eingeladen, die an Informationsveranstaltungen teilnehmen, eigene Recherchen betreiben und Ergebnisse öffentlich präsentieren.
Die Stiftung betreibt ein Promotionskolleg zur Sozialen Marktwirtschaft und kooperiert u. a. mit der Lobbyorganisation Initiative Neue Soziale Marktwirtschaft.
Auf europäischer Ebene ist die Stiftung Mitglied des Wilfried Martens Centre for European Studies, der politischen Stiftung der Europäischen Volkspartei.

## Kritik
- Von 1985 bis 1995 flossen über die Stiftung rund 6,9 Millionen DM Entwicklungshilfegelder des Entwicklungsministeriums[54] an das Inkatha Resource and Information Centre der südafrikanischen Inkatha Freedom Party. Die Stiftung geriet damit in Kritik, sowohl den Bürgerkrieg in Südafrika zu unterstützen als auch einen Geheimdienst der Inkatha-Freiheitspartei mit aufzubauen.[55]
- Im Jahr 2005 forderte das Innenministerium die Stiftung auf, 240.000 € an den Bund zurückzuzahlen, weil sie die ehemalige italienische Urlaubsresidenz Konrad Adenauers (Villa La Collina) über mehrere Jahre zweckfremd benutzt hatte. Statt ausschließlich als Bildungsstätte wurde die Tagungsstätte auch als Touristenunterkunft verwendet und angeboten.[56] Der Ankauf der Villa war in den 1970er Jahren durch das Innenministerium durch 8,2 Millionen DM ermöglicht worden, bis zum Jahr 2005 wurden 5,3 Millionen Euro Bundesmittel als Förderung zugeteilt. Wiederholt erfolglos wurde das Haus zum Verkauf angeboten.[57] Die Stiftung betreibt es als „Erinnerungsstätte von nationaler Bedeutung“.[58]
- Stefan Loipfinger behauptete in seinem 2011 erschienenen Buch Die Spendenmafia, Zuschüsse des Bundesministeriums für wirtschaftliche Zusammenarbeit und Entwicklung seien nicht zweckgebunden verwendet worden.[59]
- 2022 kritisierte das ARD-Magazin Kontraste die Zusammenarbeit der Stiftung mit dem von der rechtskonservativen Orbán-Regierung unterstützten Mathias Corvinus Collegium.[60]